# والپراتو سوانا
والپراتو سوانا (به ایتالیایی: Valprato Soana) یک کومونه در ایتالیا است که در استان تورین واقع شده‌است.

## خصوصیات
والپراتو سوانا ۷۰٫۶ کیلومترمربع مساحت و ۱۲۶ نفر جمعیت دارد.